# Paiko (bjerg)
Bjerget Paiko eller Pajak på bulgarsk (græsk : Πάικο | Paiko) er en lille bjergkæde (areal: 399 km2 ), der ligger på grænsen til de regionale enheder Pella og Kilkis i Centralmakedonien, Grækenland. Der er en lang række klostre, kirker og kapeller i Paikoområdet

## Geografi
Paiko er en kurvet udvidelse mod nordøst for den tilstødende Vorasbjergkæde. Sammen omgiver de sletten ved Aridea. Øst og syd for Paiko er sletterne ved henholdsvis floden Vardar (Axios) og Giannitsas sletter.
De højeste toppe er Skra (1.097 moh.), Tsouma (1.219 moh.), Vertopia ( 1.490 moh.), Pirgos (1.494moh.), Kadasti (1.607 moh.) og Ghola Tsouka (1.650 moh.). Pirgos, Vertopia og Kadasti omgiver et stort plateau (tidligere en naturlig græsslette) i højde omkring 1.200 moh. De fleste områder på plateauet er beboede eller dyrkede.

## Geologi
Paiko består af vulkanske og aflejrede klipper, hovedsageligt carbonatit og ofiolit. Sedimentære klipper findes mest i de nordøstlige områder.

## Hydrologi
Paiko er rig på søer og underjordiske vandområder, der ofte kan drikkes. Kilder findes ved forbjergene og små vådområder, der er forbundet med flere vandløb, kan findes i store højder. To vandfald og en lagune med blågrønne farvande ligger nær Skra-toppen.   
Øst for bjerget er en lille kunstig sø (Metalleiou -søen) der er 35 m dyb og omkreds omkring 4 km.